# Koszary w Kołomyi

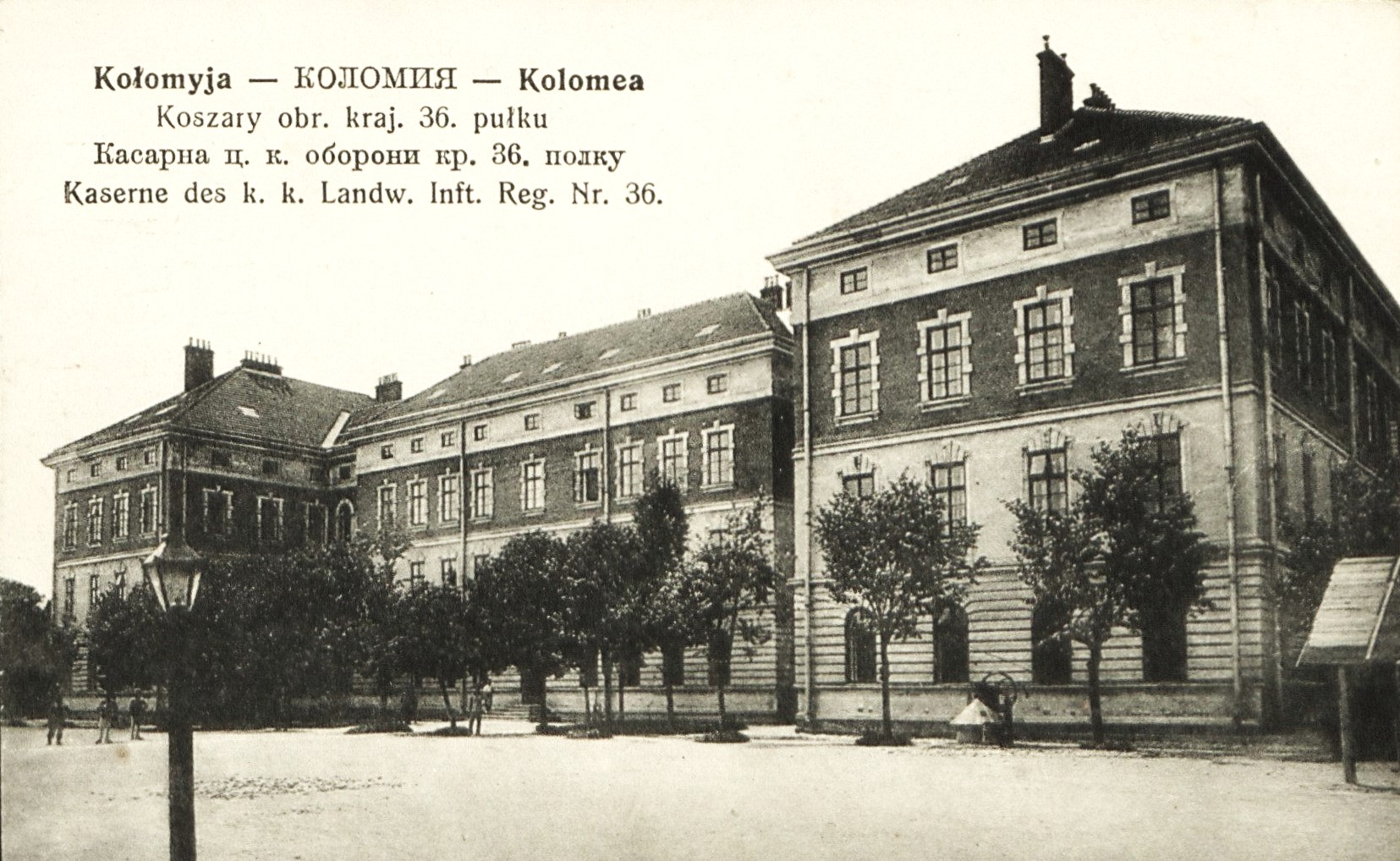
Kołomyja – austriackie koszary piechoty – 1913

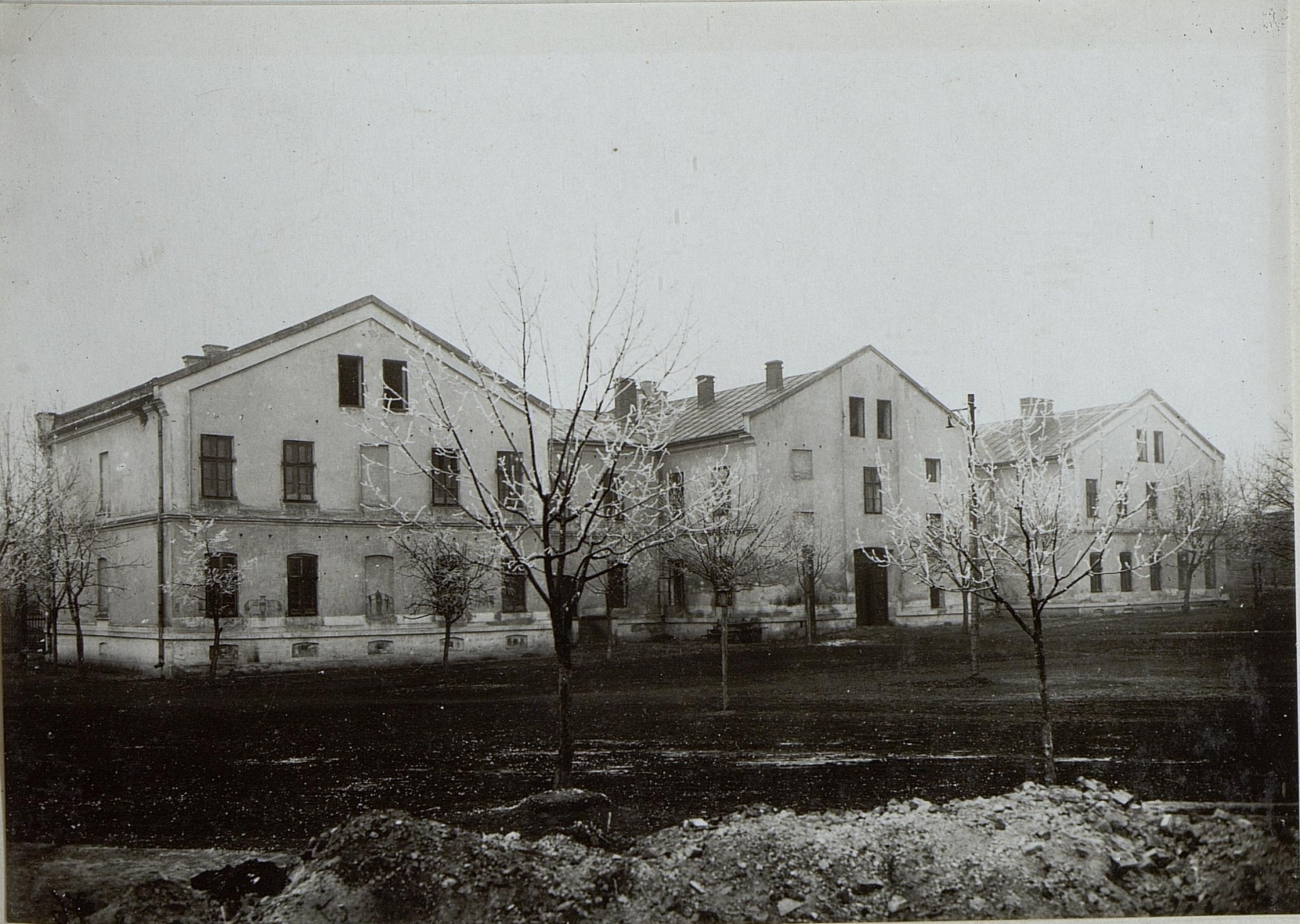
Kołomyja – austriackie koszary kawalerii – 1917

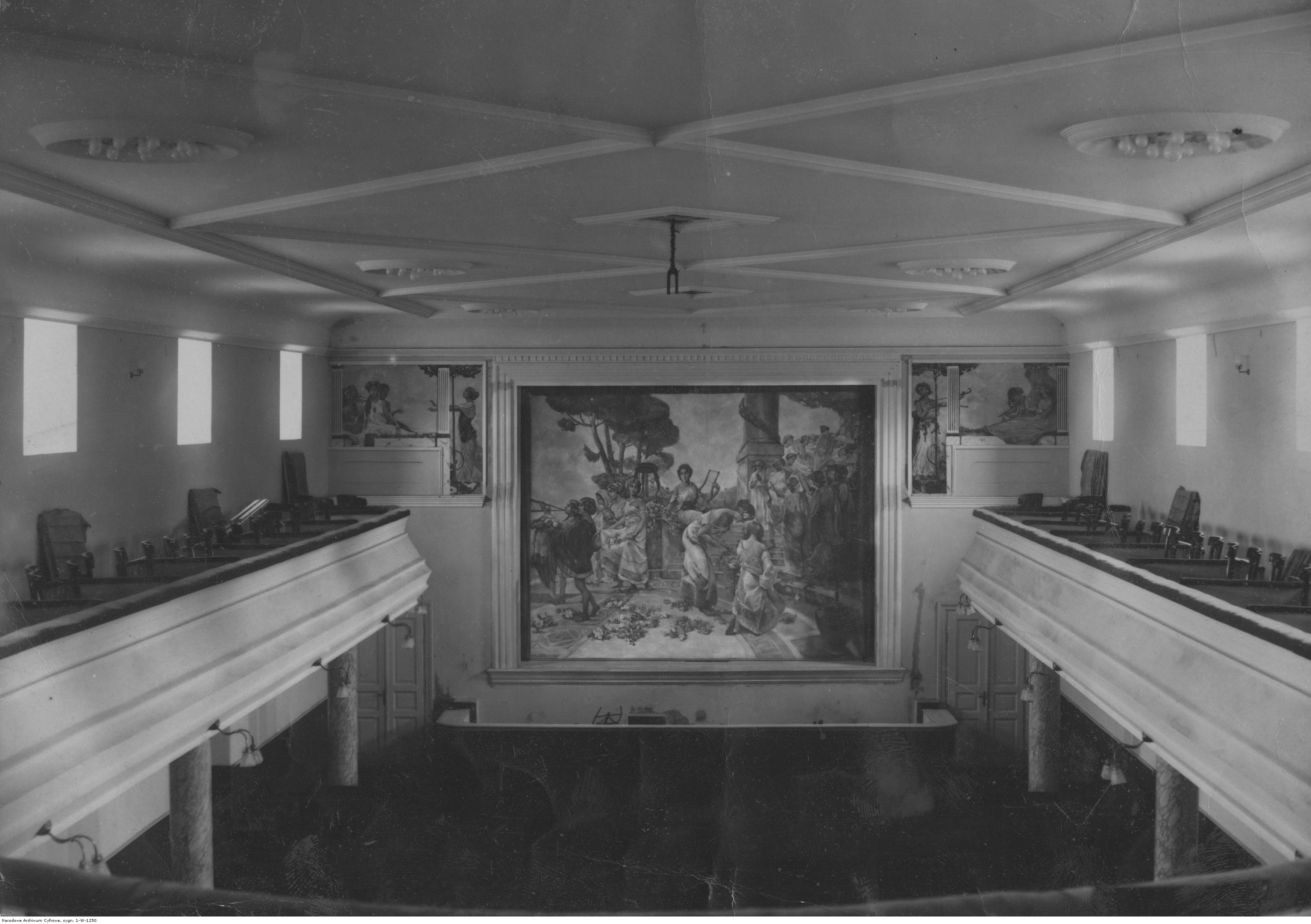
Dom Oświatowy Żołnierza 49 pp w Kołomyi - sala teatralna

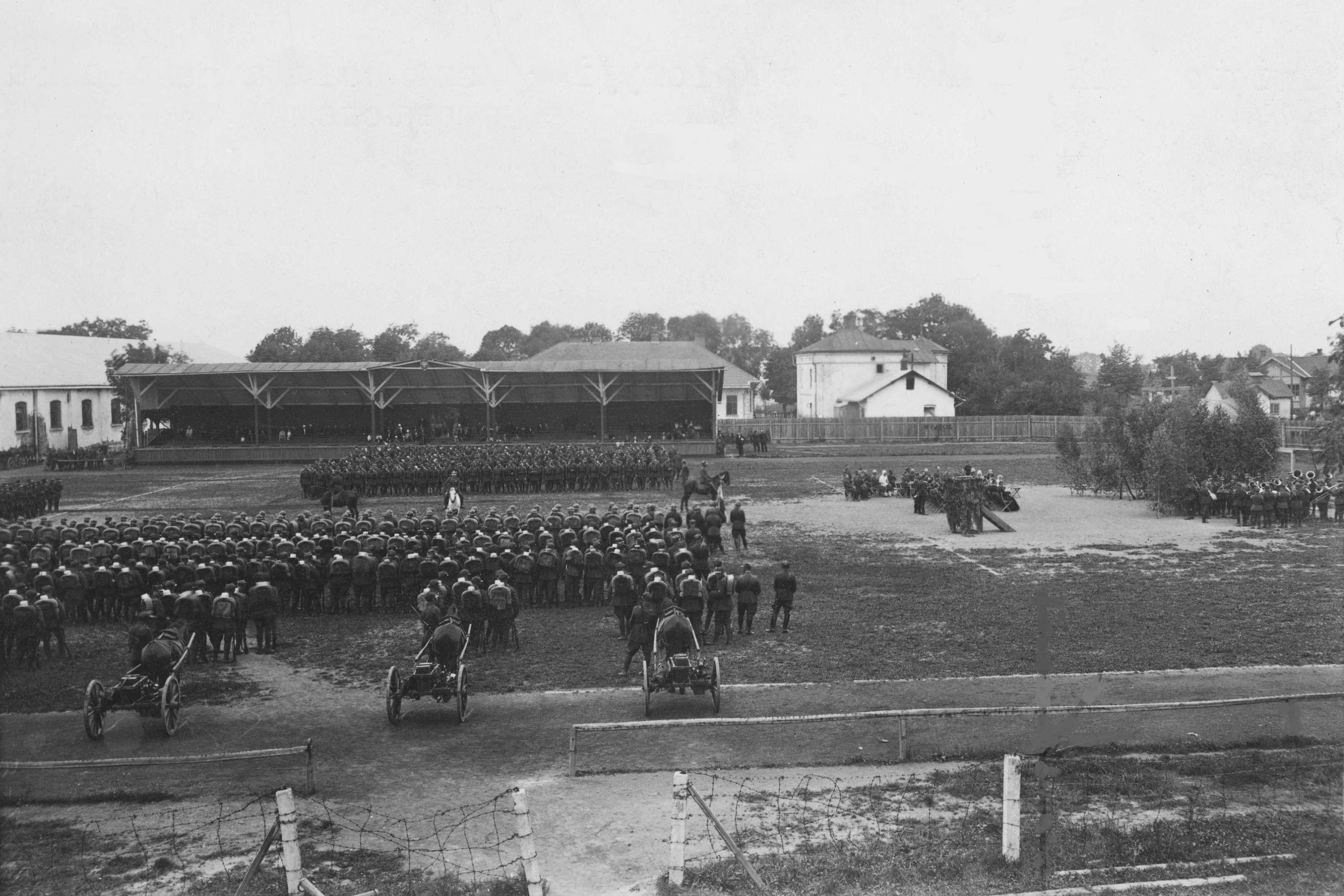
Święto 49 pp w Kołomyi – msza polowa na stadionie; 1927

Koszary w Kołomyi – kompleksy koszarowe znajdujące się na terenie garnizonu Kołomyja.

## Charakterystyka
Na terenie garnizonu kołomyjskiego funkcjonowało kilka kompleksów koszarowych. Były to poaustriackie koszary rozmieszczone w różnych częściach miasta. 28 sierpnia 1919 do Kołomyi przybył 6 pułk Jazdy Lwowskiej. 11 września dołączył do niego 6 pułk ułanów z dawnej 4 Dywizji Strzelców Polskich. Scalenie pułku w 6 Kaniowski pułk ułanów nastąpiło prawdopodobnie w zabudowaniach dawnej poaustriackiej stadniny ogierów. 6 pułk ułanów opuścił Kołomyję na początku października. W kwietniu 1921 „Ogiernię”, czyli przyszłe Koszary Dąbrowskiego, zajął 14 pułk Ułanów Jazłowieckich i stacjonował w nich do jesieni 1921. Ostatecznie koszary zajął i stacjonował w nich I dywizjon 11 Karpackiego pułku artylerii lekkiej.

Zachował się opis koszar artyleryjskich z 1939:

Koszary I dyonu 11 pal w Kołomyi usytuowane były około 2 km od miasta stanowiły zamknięty i ogrodzony rejon (ok. 5 ha) przy utwardzonej ulicy, jakieś 500 m od rzeki Prut. Budynki głównie murowane, centralny przy bramie wyjściowej, 2-piętrowy – tam mieściły się izby żołnierskie, kancelarie szefów poszczególnych baterii i świetlica. Całość oświetlona elektrycznie, zaopatrzona w wodociągi i skanalizowana. Stajnie w bardzo dobrym stanie murowane […], magazyn mob. murowany – duży. […] Kanonierzy spożywali posiłki w salach sypialnych ok. 20 osób w jednej. […] W środku koszar znajdował się duży plac ćwiczebny.

Po II wojnie światowej, w rejonie dzisiejszych (2019) ulic: 0. Haleczko – K. Trylowskoho – O. Dowbusza, stacjonowały sowieckie wojska lotnicze. Obecnie krytą ujeżdżalnię i przyległe budynki zajmuje klub piłkarski. Inne obiekty są także zagospodarowane.
Kolejny kompleks koszarowy znajdował się przy al. Wolności i funkcjonował pod nazwą Koszary Poniatowskiego (wcześniej Koszary Żółte). Zajmowały je pododdziały 49 Huculskiego pułku strzelców wraz z dowództwem pułku oraz dowództwem garnizonu, garnizonową izba chorych oraz kasynem podoficerskim. 

Inne pododdziały 49 pułku piechoty, a także Komenda Rejonu Uzupełnień Kołomyja i magazyny pułkowe, mieściły się przy ul. Czarnieckiego w Koszarach Piłsudskiego (dawniej Hallera, jeszcze  wcześniej – Czerwone).

Przy ul. Paderewskiego mieściły się Koszary Rohatyna zajmowane przez 49 pp, a przy ul. Jagiellońskiej – Koszary Jagiellońskie. W tych ostatnich funkcjonowało PKU/KRU Kołomyja II i pluton żandarmerii; działała w nich także łaźnia garnizonowa, a obok istniało boisko sportowe. 

 Dawne koszary kawalerii przy ul. Jagiellońskiej (dawna wieś Kosaczów) częściowo zamieniono na mieszkania oficerskie, otworzono też szkołę powszechną dla dzieci kadry. Pozostałe obiekty wykorzystywano jako magazyny, zaś przestrzeń za budynkami służyła jako miejsce ćwiczeń żołnierzy. 

Przy ul. Ewangelickiej znajdował się kompleks magazynów oraz piekarnia wojskowa, zaś na przedmieściu Wierbiąż nad Prutem znajdowała strzelnica garnizonowa. Magazyn amunicyjny znajdował się w Szeparowce.